# Виктор Максимов
Виктор Александрович Максимов (на руски: Виктор Александрович Максимов) е руски филолог изтоковед и дипломат, служил на Балканите и в Близкия изток в края на XIX век.

## Биография
Роден е на 11 август 1836 година. Учи арабски и персийски в Казан и в 1855 година постъпва във Факултета по източни езици на Санктпетербургския императорски университет, който завършва в 1859 година. В 1861 година полага изпит за специализация и в 1863 година е изпратен за три години в Османската империя за провеждане на научни изследвания. В 1866 година се завръща в Санкт Петербург и в 1867 година публикува „Опит за изследване на турските диалекти в Худавендгяр и Карамания“. Защитава труда си на 13 март 1867 година и получава място в университета. Същата година обаче е изпратен на дипломатическа мисия в Османската империя и въпреки че е назначен за доцент в 1868 година, остава там.
От 1 май 1871 година служи като драгоман в руското посолство в Цариград.
От септември 1873 година е руски консул в Битоля. Напуска Битоля в 1877 година, когато избухва Руско-турската война.
От 1888 година е генерален консул в Йерусалим. От 1891 до 1900 година е консул в Ерзурум.
Преподава като приват доцент в Санктпетербургския университет. Занимава се с изучаването на тюркските диалекти.
Умира на 24 май 1900 година.